# Pundong
Pundong ist ein Distrikt (Kecamatan) im Regierungsbezirk (Kabupaten) Bantul der Sonderregion Yogyakarta im Süden der Insel Java. Der Kecamatan liegt im Süden des Kabupaten und zählte Ende 2021 35.811 Einwohner (17.688 Männer, 18.123 Frauen) auf 25,24 km² Fläche.

## Geographie
Der Kecamatan Pundong hat folgende Kecamatan als Nachbarn (Reihenfolge im Uhrzeigersinn):
| Richtung0000 | Name Kec. | Kabupaten   | Provinz |
| Norden       | Jetis     | Bantul      | DIY*    |
| Osten        | Imogiri   | Bantul      | DIY*    |
| Südosten     | Purwosari | Gunungkidul | DIY*    |
| Südwesten    | Kretek    | Bantul      | DIY*    |

* D.I.Yogyakarta

## Verwaltungsgliederung
Der Kecamatan (auch Kapanewon genannt) gliedert sich in drei ländliche Dörfer (Desa, auch Kalurahan genannt):
| PUM-Code 1    | Desa         | Fläche (km²) | Bevölkerung zur Volkszählung 2 | Bevölkerung zur Volkszählung 2 | Bevölkerung zur Volkszählung 2 | Bevölkerung zur Volkszählung 2 | Bevölkerung zur Volkszählung 2 | Bevölkerung zur Volkszählung 2 | Padu- kuhan 4 | RT 5 |
| PUM-Code 1    | Desa         | Fläche (km²) | 002000                         | 002010                         | Männer                         | Frauen                         | 002020                         | Dichte 3                       | Padu- kuhan 4 | RT 5 |
| ------------- | ------------ | ------------ | ------------------------------ | ------------------------------ | ------------------------------ | ------------------------------ | ------------------------------ | ------------------------------ | ------------- | ---- |
| 34.02.04.2001 | Seloharjo    | 11,10        | 9.635                          | 10.280                         | 5.704                          | 5.784                          | 11.488                         | 1.035,0                        | 16            | 73   |
| 34.02.04.2002 | Panjangrejo  | 5,25         | 8.496                          | 8.719                          | 4.600                          | 4.847                          | 9.447                          | 1.799,4                        | 16            | 75   |
| 34.02.04.2003 | Srihardono   | 6,87         | 11.911                         | 12.668                         | 6.959                          | 7.128                          | 14.087                         | 2.050,5                        | 17            | 103  |
| 34.02.04      | Kec. Pundong | 23,22        | 30.042                         | 31.667                         | 17.263                         | 17.759                         | 35.022                         | 1.508,3                        | 49            | 251  |

## Demographie
Grobeinteilung der Bevölkerung nach Altersgruppen (zum Zensus 2020)
| Altersgruppen | 00Männer | 00Frauen | zusammen |
| ------------- | -------- | -------- | -------- |
| 0 – 14        | 3.570    | 3.498    | 7.068    |
| 15 – 64       | 11.912   | 12.002   | 23.914   |
| 65+           | 1.781    | 2.259    | 4.040    |
| gesamt        | 17.263   | 17.759   | 35.022   |
| anteilig (%)  |          |          |          |
| 0 – 14        | 20,68    | 19,70    | 20,18    |
| 15 – 64       | 69,00    | 67,58    | 68,28    |
| 65+           | 10,32    | 12,72    | 11,54    |

### Bevölkerungsentwicklung
In den Ergebnissen der sieben Volkszählungen seit 1961 ist folgende Entwicklung ersichtlich:
| Einheit/Jahr     | 1961         | 1971         | 1980         | 1990         | 2000         | 2010         | 2020         |
| ---------------- | ------------ | ------------ | ------------ | ------------ | ------------ | ------------ | ------------ |
| Kec. Pundong     | 26.211       | 29.002       | 29.643       | 29.657       | 30.042       | 31.667       | 35.022       |
| Anteil in %      | 5,25         | 5,10         | 4,67         | 4,26         | 3,85         | 3,47         | 3,55         |
| Kab. Bantul      | 499.163      | 568.627      | 634.442      | 696.905      | 781.013      | 911.503      | 985.770      |
| Sonderregion DIY | 00 2.231.062 | 00 2.487.177 | 00 2.750.025 | 00 2.912.611 | 00 3.120.478 | 00 3.457.491 | 00 3.66.8719 |